# Крак II
Крак II (*Krak II, VI ст.) — міфічний князь західних полян.

## Життєпис
Походив з династії Лехідів. Старший син Крака I. За легендою (записано Вінтентом Кадлубкою) Крак II разом з молодшим братом Лехом позбавив Краків від Вавельського чудовиська. За одним варіантом міфа: чудовисько вимагало жертв для себе, тоді Крак I вирішив принести в жертву синів — Крака і Леха. Спроба вбити чудиська була не вдалою, тоді Крак II з Лехом зробили опубало корови, яке намазали сіркою, а потім задушили чудисько, яке не змогло позбавитися «корови». Крак, користуючись славою захопив владу у батька. Після цього Лех, приревнував до слави брата, убив його, а містянам сказав, що той був пошматований чудовиськом. За хронікою Яна Длугоша ці події відбулися вже за безпосереднього панування Крака II.
За ще однією з версій, що подає Ян Длугош, Крака II було обрано правителем Кракова після смерті батька, а Лех з ревнощів до влади і слави, потайки вбив його, тіло закопав у пісок, а містянам сказав, що Крака II пошматовано на полюванні звіром.